# Mario Sabatini (Ringer)
Mario Sabatini (* 20. Januar 1943 in Freiburg im Breisgau) ist ein ehemaliger deutscher Ringer.

## Werdegang
Sabatini wurde im Fliegengewicht in den Jahren 1970, 1971, 1972, 1973, 1974, 1975 und 1976 deutscher Meister im Freistilringen. Silber bei deutschen Meisterschaften gewann er 1968 und 1977.
Das Mitglied des AV Germania Freiburg-St. Georgen war 1972 Teilnehmer der Olympischen Sommerspiele in München. Er schied in der Klasse bis 52 kg in der zweiten Runde aus. Bei den Europameisterschaften 1973 und 1975 wurde er jeweils Vierter.
Mit seiner Ehefrau Dagmar eröffnete er 1982 ein Fitnessstudio in Freiburg. Dieses Studio, Mario Sabatini sowie zwei weitere ehemalige Ringer (Adolf Seger, Bernd Fleig) standen im Mittelpunkt des Dokumentarfilms Fitness California der Regisseurin Nadine Zacharias, der 2023 erschien.